# ケーダリオーン
ケーダリオーン（古希: Κηδαλίων, Kēdaliōn）は、ギリシア神話の人物である。長母音を省略してケダリオンとも表記される。
ケーダリオーンはナクソス島の鍛冶師で、ヘーラーはヘーパイストスをケーダリオーンのところに連れて行って鍛冶を教えるよう願ったので、ケーダリオーンは9年間ヘーパイストスに鍛冶を教えた。一説にケーダリオーンはヘーパイストスに仕えた少年で、オイノピオーンによって盲目にされたオーリーオーンはレームノス島にやって来て、ケーダリオーンをさらい、肩に乗せられたケーダリオーンから太陽が昇る方向を教えてもらったので、オーリーオーンの眼は癒えたという。アポロドーロスも少年の名前を欠いているが同様の物語について言及している。
なお、ソポクレースはサテュロス劇『ケーダリオーン』を書いたが散逸した。